# Музей Владимира Высоцкого (Екатеринбург)
Музей Владимира Высоцкого — мемориальный музей, посвящённый творчеству Владимира Семёновича Высоцкого в Екатеринбурге. Основан в 2012 году, располагается на втором и третьем этажах небоскрёба «Высоцкий».

## История
Музей был создан поклонником творчества Высоцкого Андреем Гавриловским. Открытие состоялось в январе 2013 года в Екатеринбурге в здании небоскрёба «Высоцкий». Основу экспозиции музея составляют личные вещи артиста, переданные Московским музеем Высоцкого.
Поддержку при создании и открытии музея оказывал сын поэта, Никита Высоцкий.
Экспозиция пополняется руководителем музея путём скупки экспонатов.

## Экспозиция
В основу экспозиции музея вошли подлинные личные вещи Владимира Высоцкого. В музее полностью восстановлен гостиничный номер, в котором Высоцкий жил во время гастролей в Свердловске (сама гостиница, в которой он проживал, — «Большой Урал» — располагается через дорогу от небоскрёба). Также среди экспонатов — гастрольный чемоданчик, подлинные письма, столик из гримерки Высоцкого.
Восковую фигуру Высоцкого изготовил для музея скульптор Александр Сильницкий, автор памятника Высоцкому и Марине Влади рядом с небоскрёбом.

В январе 2016 года экспозиция музея пополнилась уникальными вещами с аукциона в Париже, который организовала вдова Владимира Высоцкого Марина Влади. Специально для музея были выкуплены 37 лотов, среди которых иконы, картины и украшения, принадлежавшие семье Высоцкого и Влади.
Самый ценный экспонат музея — последнее стихотворение В. Высоцкого, известное по первой строке «И снизу лёд, и сверху. Маюсь между…», которое он написал 11 июня 1980 года, за полтора месяца до своей смерти, и посвятил своей жене Марине Влади. Этому документу присвоена категория «Культурная ценность Российской Федерации».
В экспозиции музея также находится оригинальная театральная гитара, на которой Высоцкий играл только в Театре на Таганке — на репетициях и спектаклях. В ней менялись только струны.

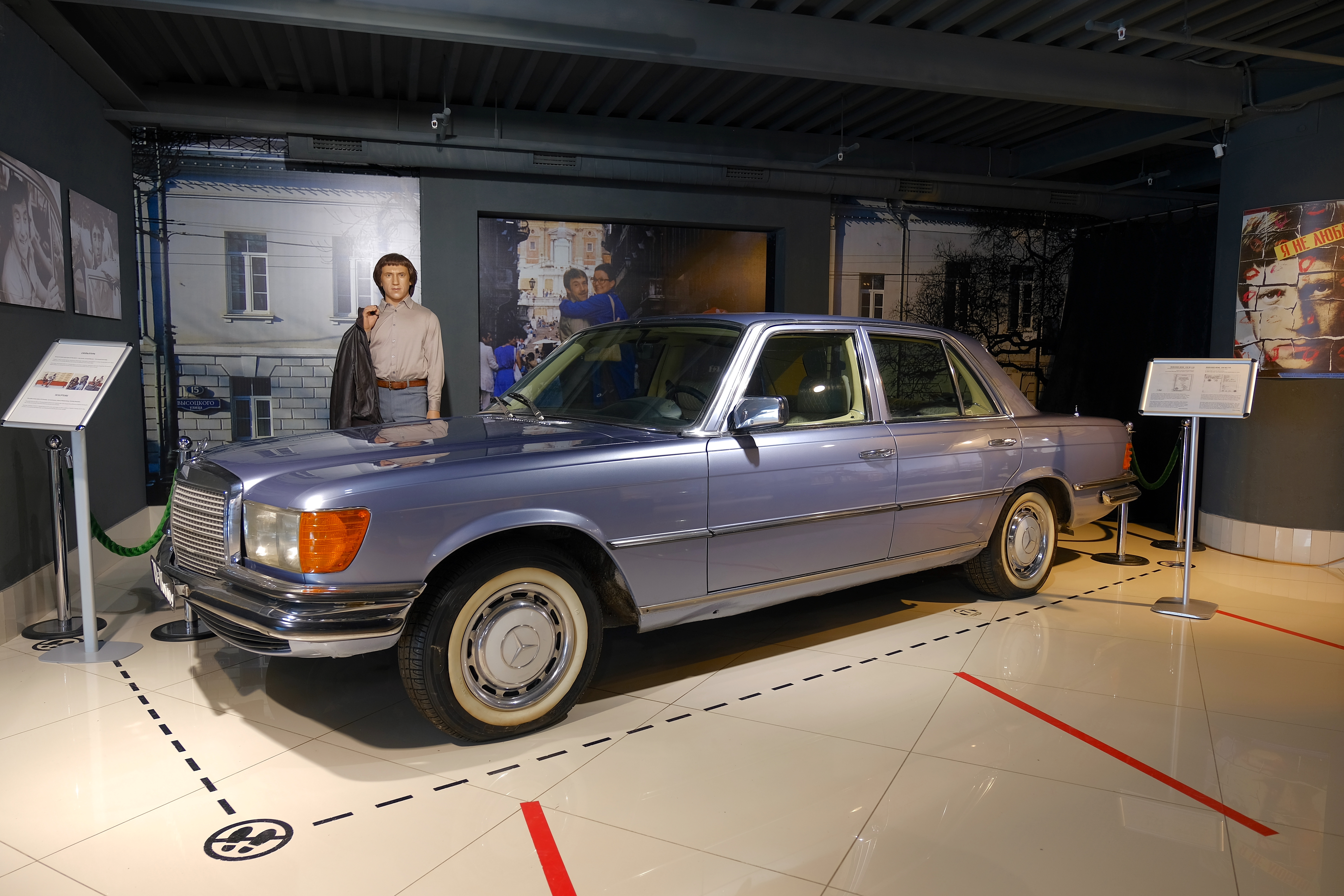
Mercedes 350 W116 Высоцкого

В 2019 году в музее был воссоздан интерьер квартиры Высоцкого, располагавшейся в доме № 28 на Малой Грузинской улице в Москве. Часть экспонатов передал музею Никита Высоцкий.

### «Мерседес»
В музее находится легендарный Mercedes 350 W116, принадлежавший Владимиру Высоцкому с 1976 года.
Этот автомобиль голубого цвета 1974 года выпуска был привезён в 1976 году, такая модель в частной собственности в СССР была у считанных лиц, в 1970-е за приличный автомобиль платили до 30 тысяч рублей — как три новых «Волги», даже в самой ФРГ это была недешёвая машина: в самой простой комплектации стоил 28 849 марок — на две тысячи дороже прямого конкурента BMW 2.8., как три базовых хетчбэка Volkswagen Golf или четыре Lada‑1500S.
После у «мерседеса» было много хозяев, много раз были ДТП. Нашли автомобиль в Грузии в плачевном состоянии. На восстановление автомобиля ушло более года.

## Галерея

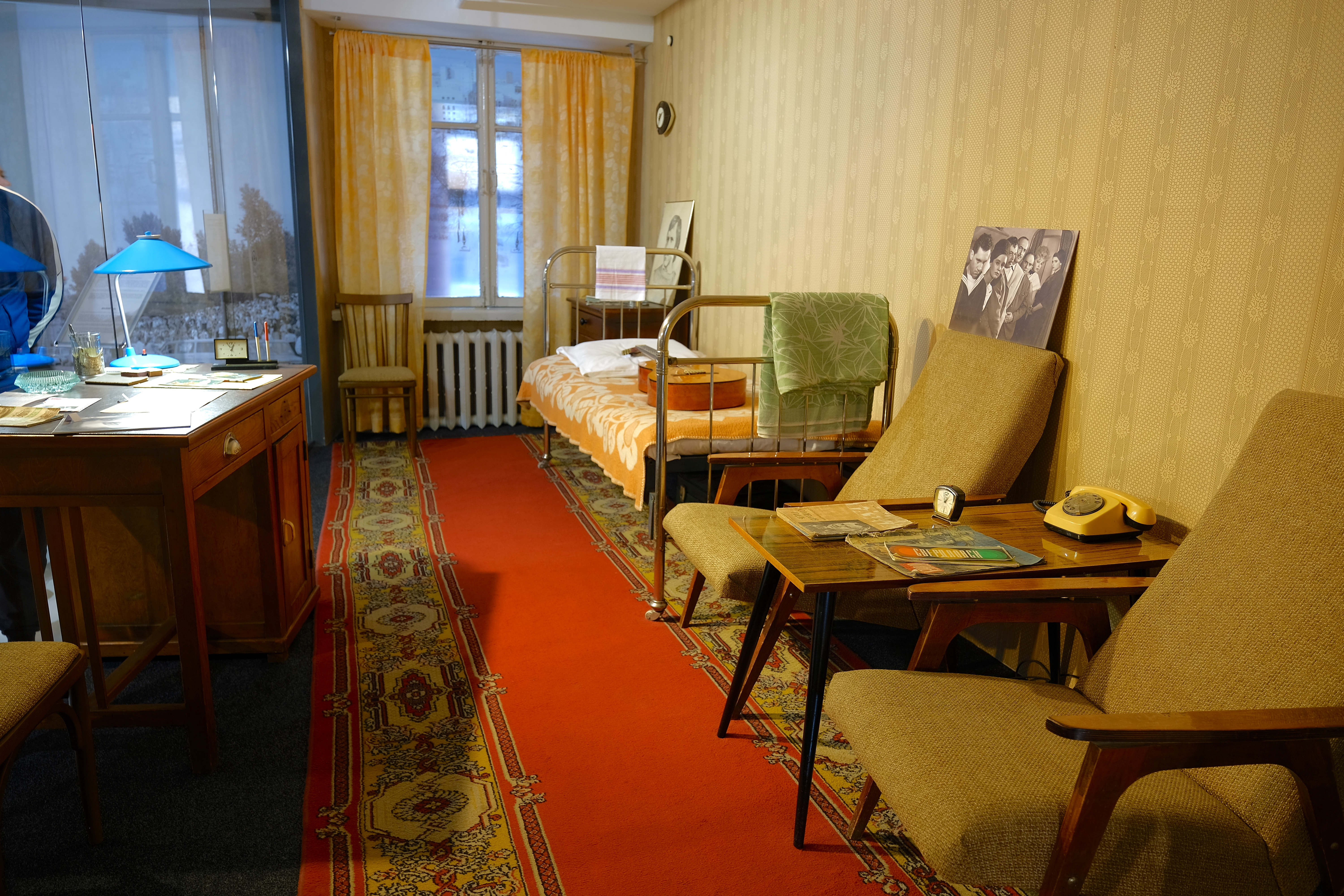
Номер гостиницы «Урал», где во время гастролей проживал В. С. Высоцкий
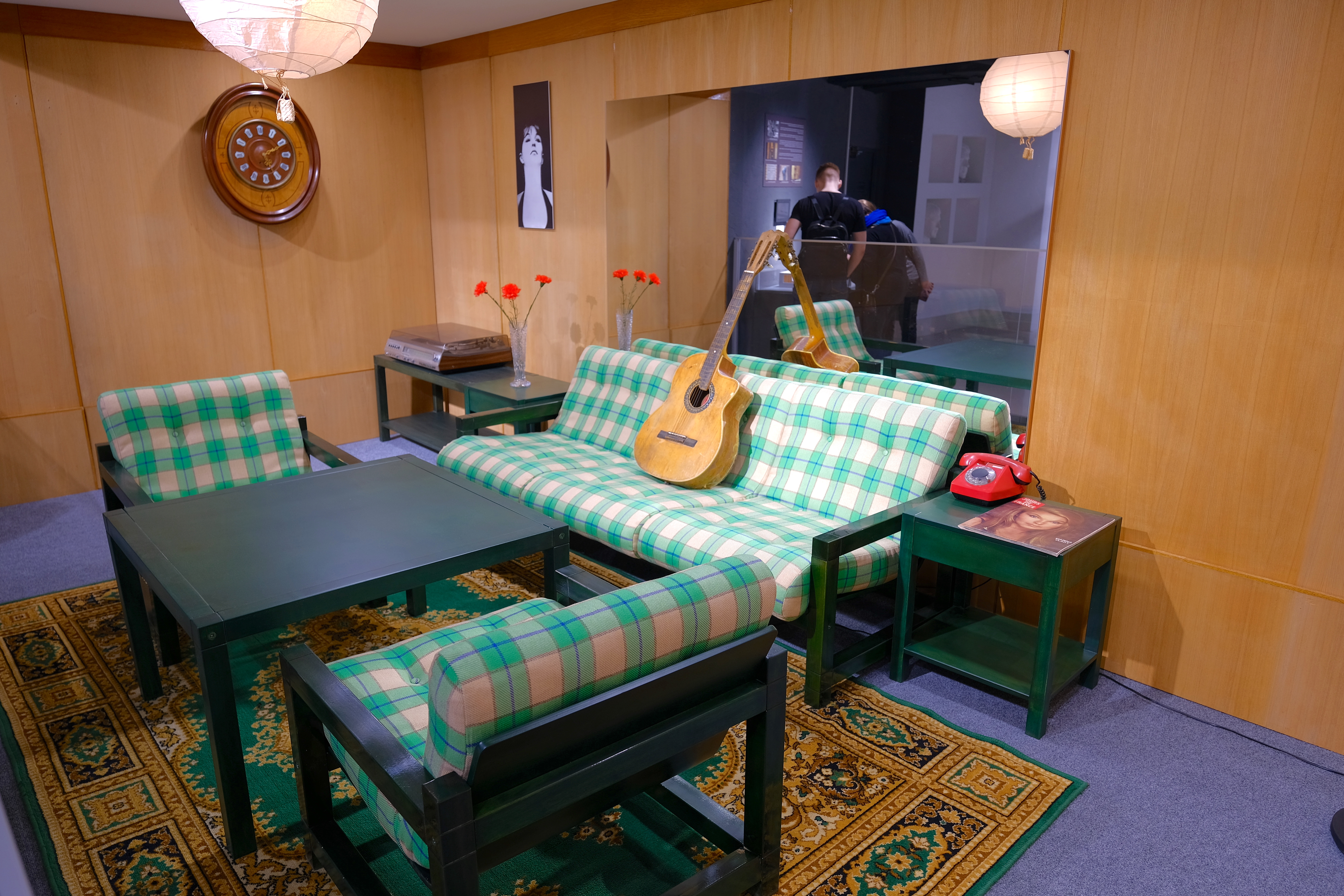
Интерьер московской квартиры В. С. Высоцкого
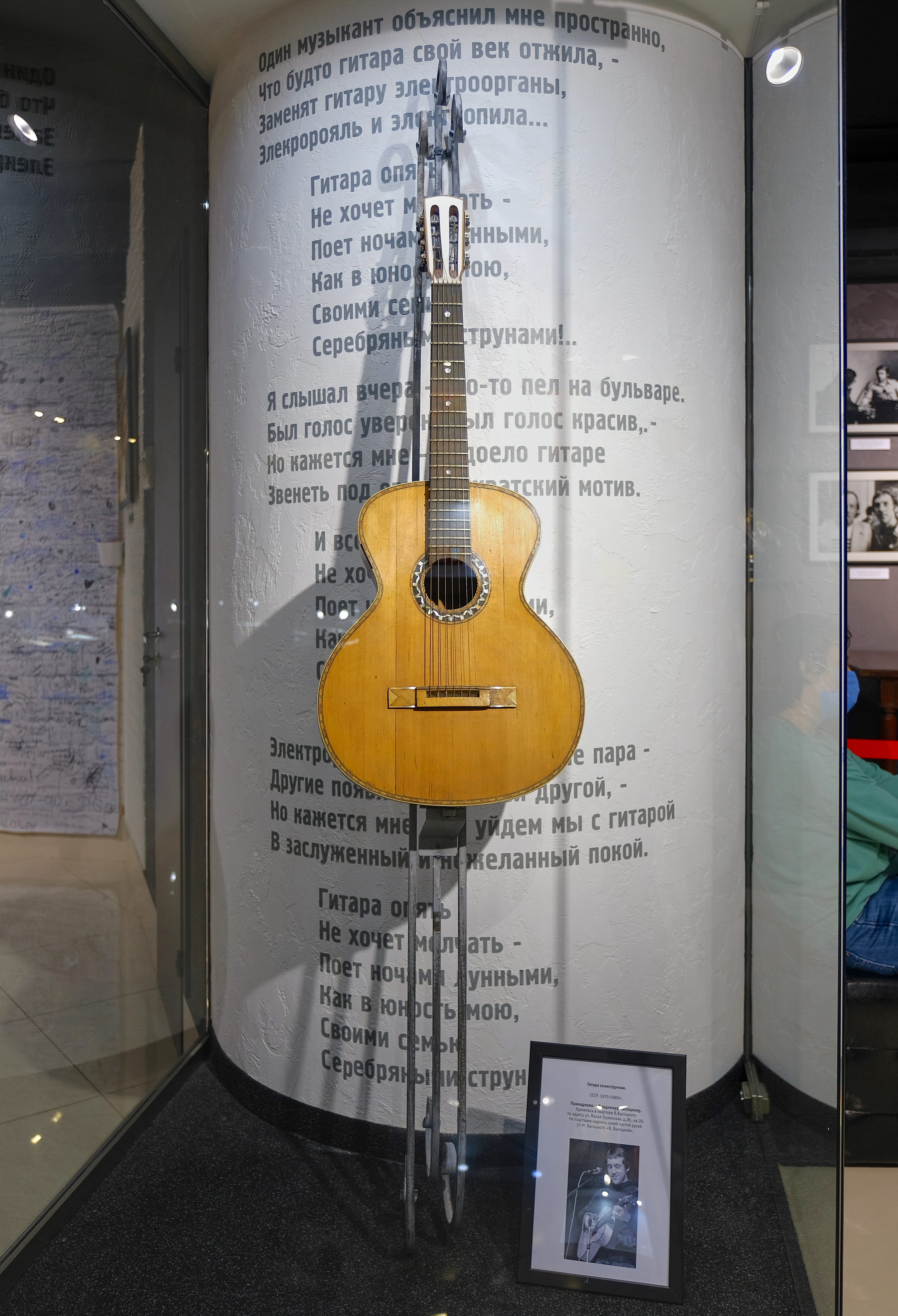
Гитара В. С. Высоцкого
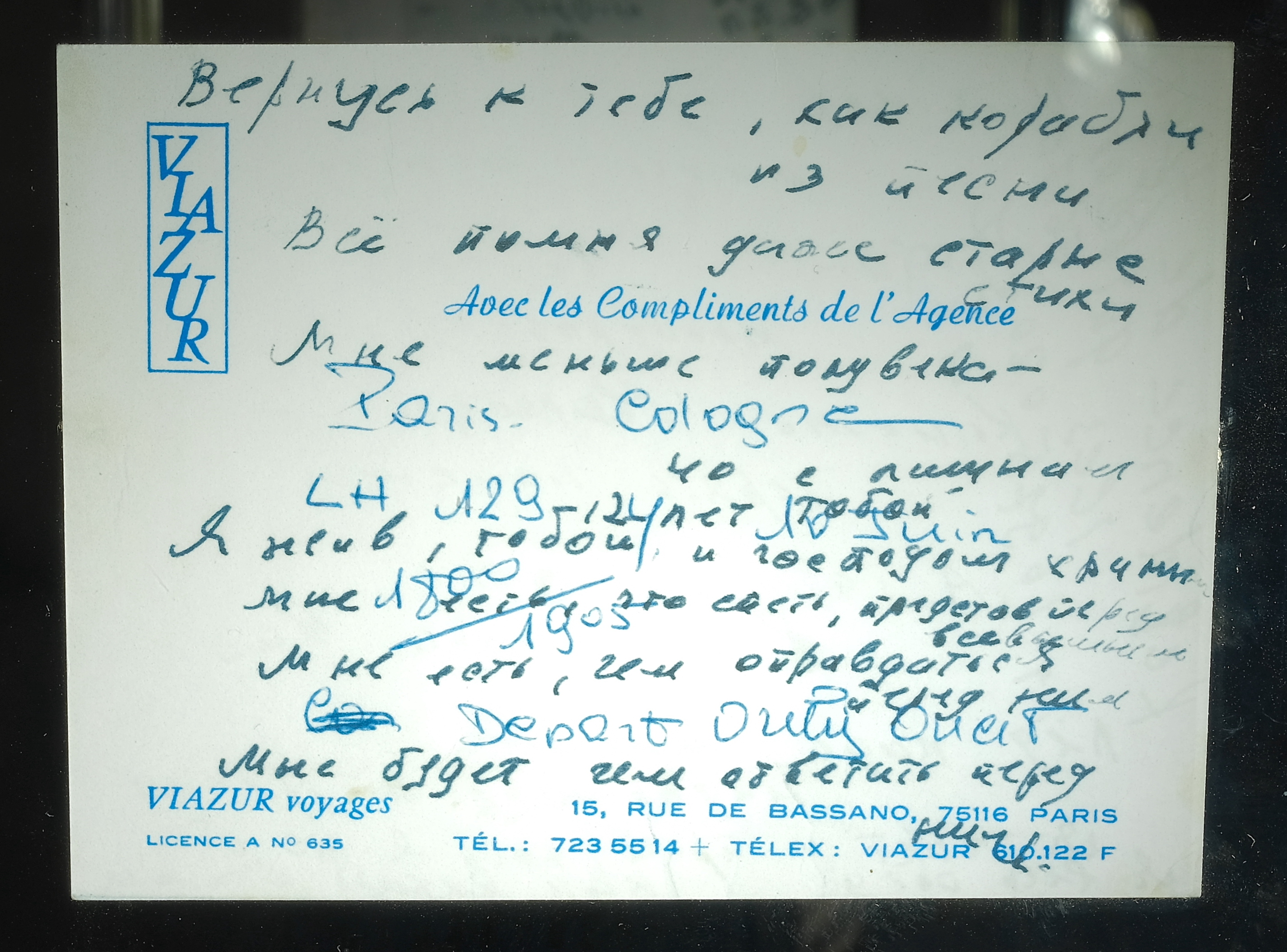
Одно из последних писем В. С. Высоцкого
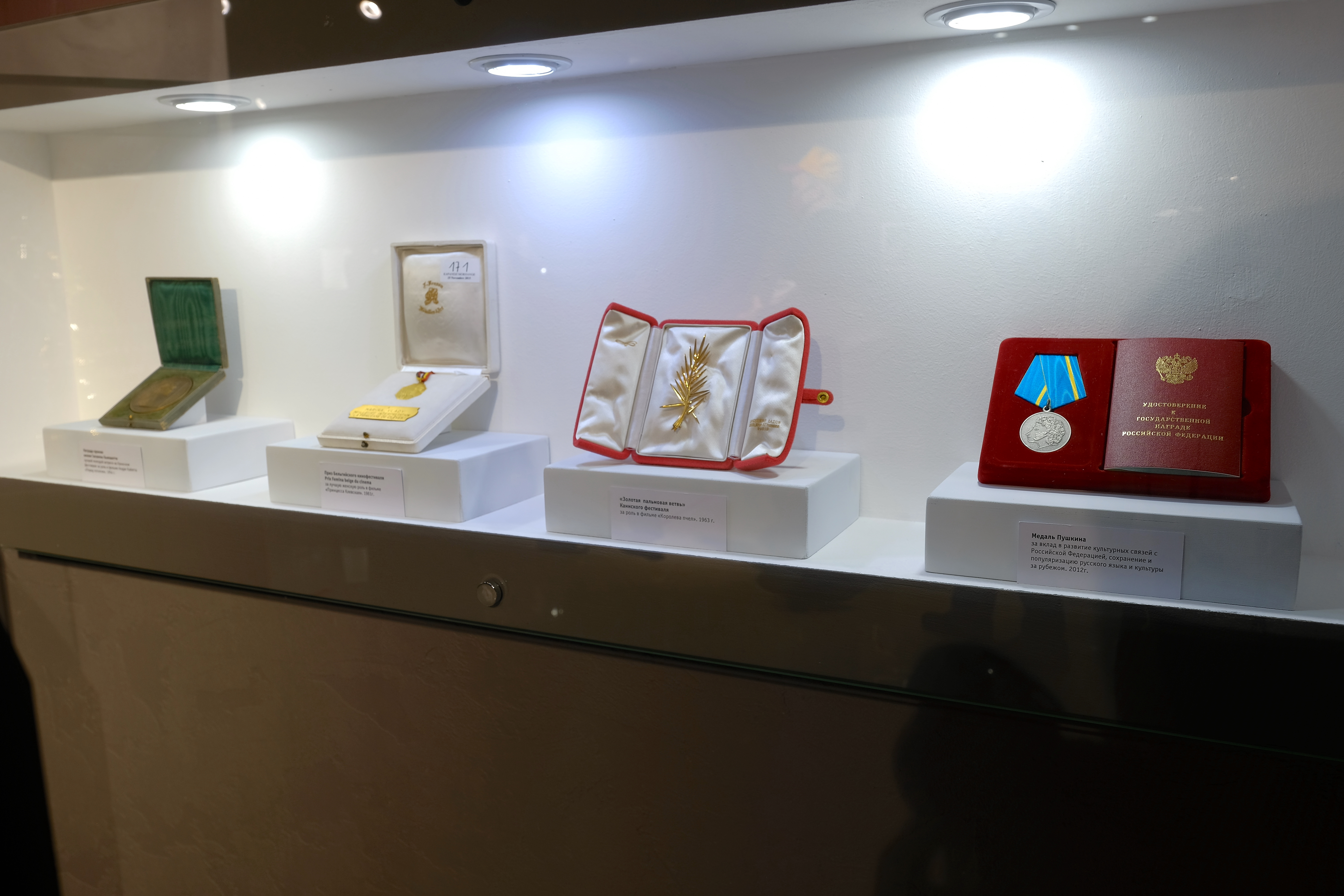
Награды Марины Влади
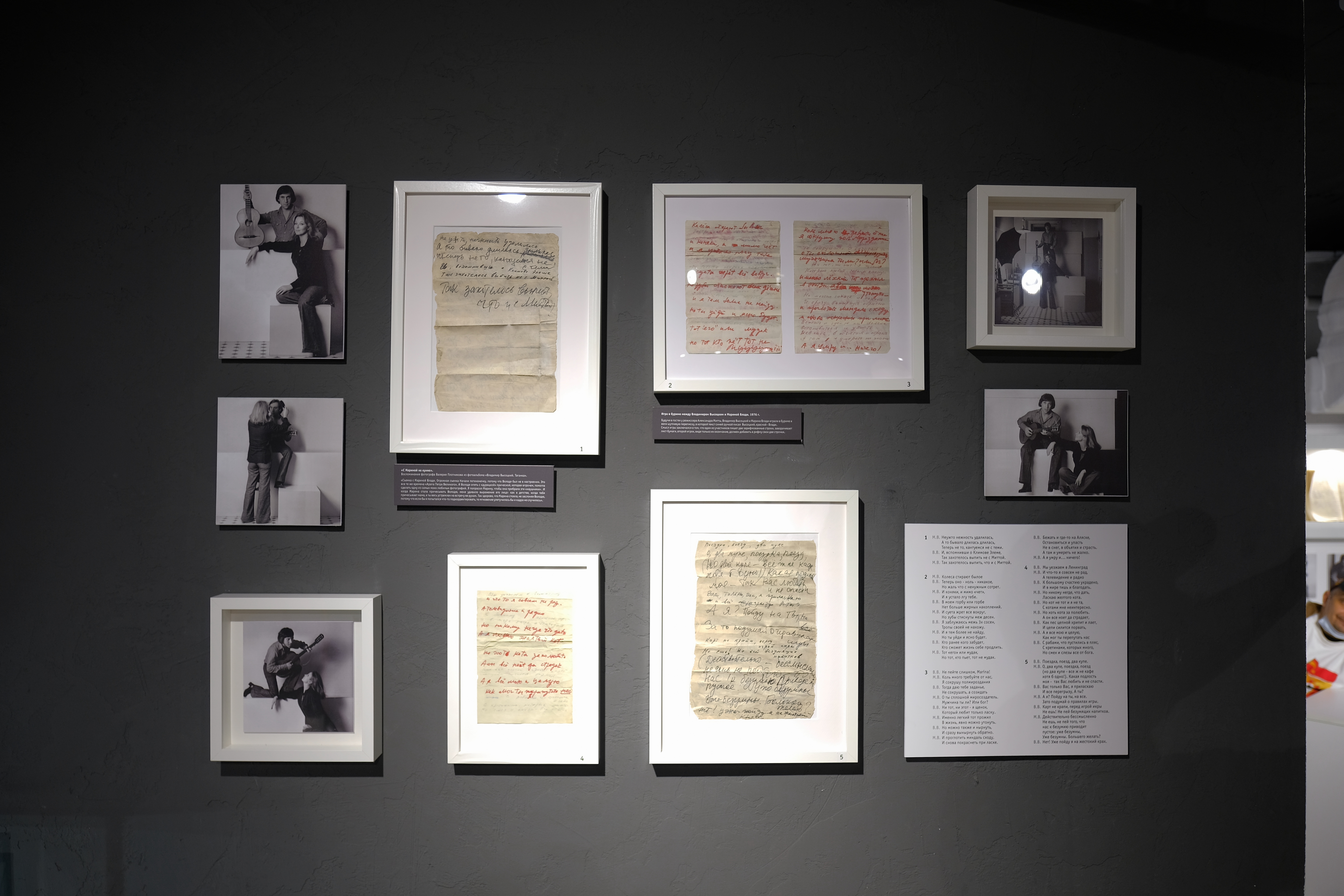
Черновики песен